# Olivese
Olivese est une commune française située dans la circonscription départementale de la Corse-du-Sud et le territoire de la collectivité de  Corse.

## Géographie
L'altitude de la mairie d'Olivese est de 520 mètres environ. Les altitudes minimum et maximum sont respectivement de 260 m et 1 680 m. La superficie est de 29,64 km2 soit 2 964 hectares. La latitude d'Olivese est de 41.847 degrés nord et la longitude est de 9.056 degrés est. 
- Les coordonnées géographiques d'Olivese en Degré Minute Seconde calculées dans le système géodésique WGS84 sont 41° 50' 44 de latitude nord et 09° 03' 25 de longitude est. 
- Les coordonnées géographiques d'Olivese en Lambert 93 du chef-lieu en hectomètres sont :  X = 12 037 hectomètres  Y = 61 021 hectomètres 
- Les villes et villages proches d'Olivese sont : Forciolo (2A)  à 3,93 km d'Olivese, Azilone-Ampaza (2A) à 3,98 km d'Olivese, Argiusta-Moriccio (2A) à 4,45 km d'Olivese, Corrano (2A) à 4,91 km d'Olivese, Zigliara (2A) à 5,12 km d'Olivese.

## Urbanisme

### Typologie
Au 1er janvier 2024, Olivese est catégorisée commune rurale à habitat dispersé, selon la nouvelle grille communale de densité à sept niveaux définie par l'Insee en 2022.
Elle est située hors unité urbaine. Par ailleurs la commune fait partie de l'aire d'attraction d'Ajaccio, dont elle est une commune de la couronne,. Cette aire, qui regroupe 79 communes, est catégorisée dans les aires de 50 000 à moins de 200 000 habitants,.

### Occupation des sols
L'occupation des sols de la commune, telle qu'elle ressort de la base de données européenne d’occupation biophysique des sols Corine Land Cover (CLC), est marquée par l'importance des forêts et milieux semi-naturels (97,3 % en 2018), en augmentation par rapport à 1990 (88,6 %). La répartition détaillée en 2018 est la suivante : 
forêts (73 %), milieux à végétation arbustive et/ou herbacée (14,6 %), espaces ouverts, sans ou avec peu de végétation (9,7 %), zones urbanisées (1,1 %), zones agricoles hétérogènes (0,9 %), prairies (0,7 %). L'évolution de l’occupation des sols de la commune et de ses infrastructures peut être observée sur les différentes représentations cartographiques du territoire : la carte de Cassini (XVIIIe siècle), la carte d'état-major (1820-1866) et les cartes ou photos aériennes de l'IGN pour la période actuelle (1950 à aujourd'hui).

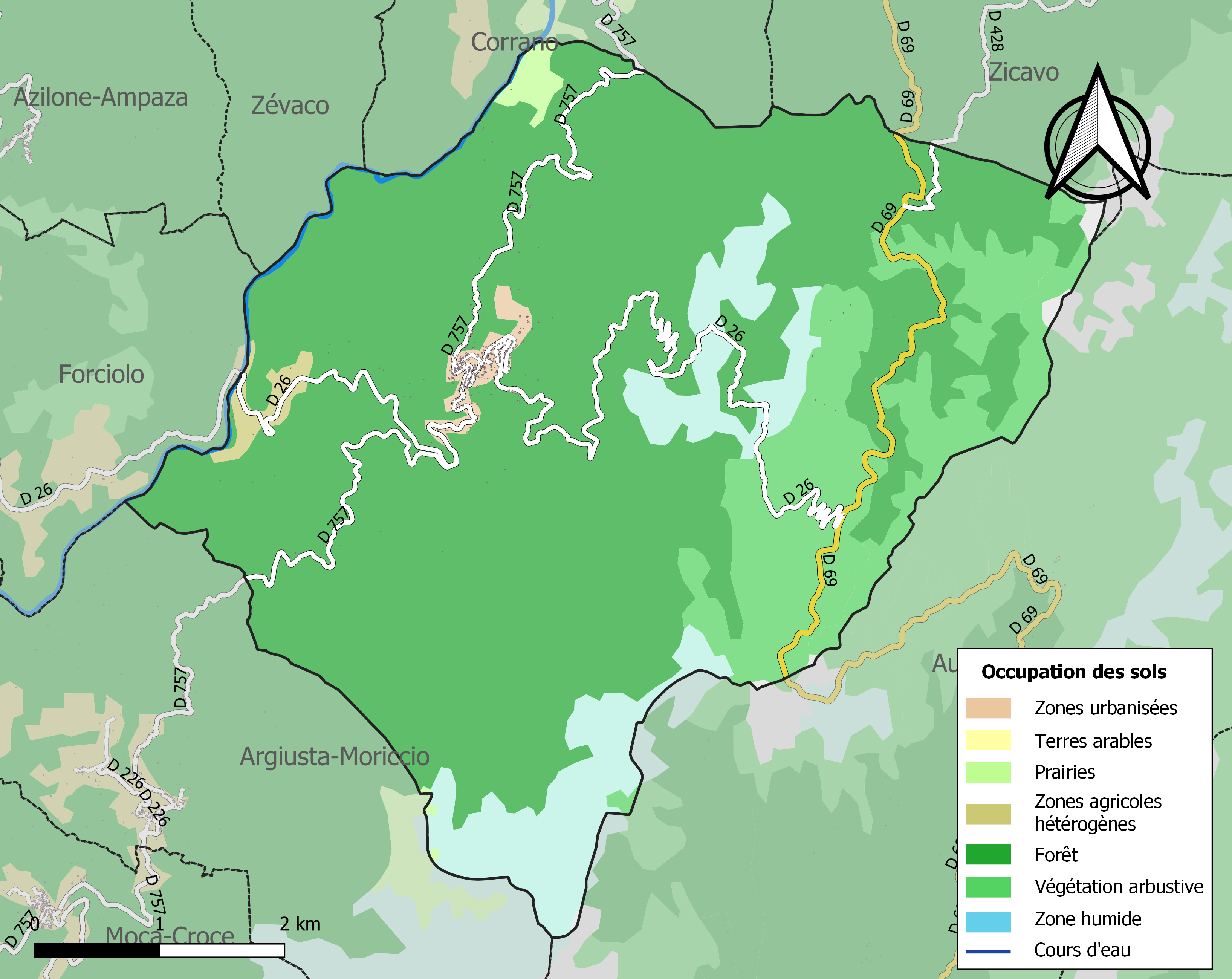
Carte des infrastructures et de l'occupation des sols de la commune en 2018 (CLC).

## Politique et administration

### Rattachement administratifs et électoraux
Le 8 mars 2017, Olivese est détachée de l'arrondissement de Sartène et rattachée à l'arrondissement d'Ajaccio.

### Liste des maires
| Période                                  | Période  | Identité        | Étiquette                      | Qualité |
| ---------------------------------------- | -------- | --------------- | ------------------------------ | --- |
| 1971                                     | 2008     | Paul-Donat Poli | RAD puis MRG puis UDF puis DVD | Médecin ORL, conseiller général du canton d'Istria, 2e vice-président de l'assemblée de Corse, président de l'UDF Corse. |
| 22/03/08                                 | 2013     | René-Louis Pomi | UMP                            | Patron d'une société d'ambulances homonyme.                                                                              |
| 2014                                     | En cours | Jean-Luc Millo  | REG, DVD                       | Ingénieur, Président du Pôle d'Equilibre Territorial et Rural Ornano-Sartenais-Valinco-Tàravo                            |
| Les données manquantes sont à compléter. |          |                 |                                | |

## Démographie
L'évolution du nombre d'habitants est connue à travers les recensements de la population effectués dans la commune depuis 1800. Pour les communes de moins de 10 000 habitants, une enquête de recensement portant sur toute la population est réalisée tous les cinq ans, les populations de référence des années intermédiaires étant quant à elles estimées par interpolation ou extrapolation. Pour la commune, le premier recensement exhaustif entrant dans le cadre du nouveau dispositif a été réalisé en 2007.

En 2022, la commune comptait 220 habitants, en évolution de −3,51 % par rapport à 2016 (Corse-du-Sud : +7,61 %, France hors Mayotte : +2,11 %).
| 1800 | 1806 | 1821 | 1831 | 1836 | 1841 | 1846 | 1851 | 1856 |
| ---- | ---- | ---- | ---- | ---- | ---- | ---- | ---- | ---- |
| 390  | 380  | 327  | 430  | 528  | 585  | 594  | 594  | 580  |

| 1861 | 1866 | 1872 | 1876 | 1881 | 1886 | 1891 | 1896 | 1901 |
| ---- | ---- | ---- | ---- | ---- | ---- | ---- | ---- | ---- |
| 596  | 624  | 685  | 612  | 674  | 817  | 837  | 873  | 764  |

| 1906 | 1911 | 1921 | 1926 | 1931 | 1936 | 1946 | 1954 | 1962 |
| ---- | ---- | ---- | ---- | ---- | ---- | ---- | ---- | ---- |
| 943  | 950  | 789  | 857  | 871  | 798  | 497  | 598  | 435  |

| 1968 | 1975 | 1982 | 1990 | 1999 | 2006 | 2007 | 2012 | 2017 |
| ---- | ---- | ---- | ---- | ---- | ---- | ---- | ---- | ---- |
| 363  | 300  | 319  | 283  | 282  | 268  | 266  | 237  | 226  |

| 2022 | - | - | - | - | - | - | - | - |
| ---- | - | - | - | - | - | - | - | - |
| 220  | - | - | - | - | - | - | - | - |

## Lieux et monuments
- Église Saint-Augustin d'Olivese. Elle est inscrite à l'Inventaire général du patrimoine culturel[11].
- Place de l'Église
- Chapelle Saint-Georges
- Chapelle de Pilucciu
- Pont de la Trinité
- Chalet Pietri
- Place de la Fontaine
- Quartiers d'I Curti et du Sarrali
- Quartier de la Foata
- Quartier du Valdo

## Personnalités liées à la commune
- Nicolas Pietri (1863-1964), télégraphiste de formation, homme d'affaires et patron de presse, à partir de 1917 ami de Georges Clemenceau qui lui rend visite à Olivese en 1921 et dont il sera l'exécuteur testamentaire, maire de la commune de 1941 à 1944 puis de Sartène de 1952 à 1955.